# Mimapatelarthron
Mimapatelarthron is een kevergeslacht uit de familie van de boktorren (Cerambycidae). De wetenschappelijke naam van het geslacht werd voor het eerst geldig gepubliceerd in 1940 door Breuning.

## Soorten
Mimapatelarthron omvat de volgende soorten:
- Mimapatelarthron albonotatum Breuning, 1940
- Mimapatelarthron javanicum Breuning, 1940
- Mimapatelarthron laosense Breuning, 1968